# Пестролепестность тюльпанов

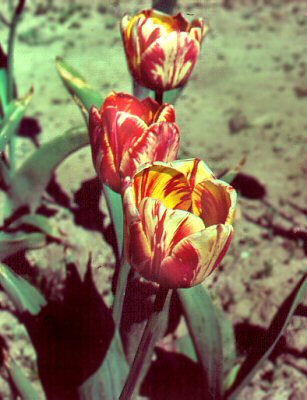
Пестролепестность тюльпана, вызванная вирусом TBV

Пестролепестность — вирусное заболевание тюльпанов и лилий. Возбудители — вирусы из рода Потивирус (Potyvirus). Основной симптом — появление светлых или тёмных полос, штрихов и пятен на лепестках. Распространено повсеместно. Снижает декоративные качества растений, приводит к вырождению сортов. Следует отличать вирусную пестролепестность от генетически обусловленной пёстрой окраски, присущей многим современным сортам. Пестролепестные тюльпаны пользовались чрезвычайной популярностью во времена тюльпаномании XVII века; в настоящее время во многих странах продажа инфицированных луковиц запрещена.

## Возбудитель и переносчики
Основной возбудитель заболевания — вирус пестролепестности тюльпана (Tulip breaking potyvirus, Tulip breaking virus, TBV) из рода Потивирус семейства Potyviridae. Поражает растения родов Tulipa и Lilium. Вирионы нитевидные, размером 760 × 12 нм, при температуре 65-70 °С инактивируются в течение 10 минут. Диагностируется визуально, серологическим методом и с помощью электронного микроскопа. Изменение цвета поражённых вирусом растений связано с нарушением механизма синтеза пигментов — антоцианов. Помимо TBV, возбудителями могут быть также другие потивирусы, обозначаемые как TBBV (tulip band-breaking virus), TTBV (tulip top-breaking virus), ReTBV (Rembrandt tulip-breaking virus) и LMoV (Lily mottle virus).
Переносчиками являются тли, клещи, трипсы, белокрылки, нематоды и пр., передающие вирус с инфицированным соком от больных растений здоровым. Может также передаваться при срезке цветов, прививке, при удалении бутонов и т. п. Вирус сохраняется в заражённых луковицах; семенами и пыльцой не распространяется. Поражаются в основном сорта среднего и позднего сроков цветения, поскольку у раннецветущих сортов надземная часть отмирает до начала массового появления насекомых-переносчиков.

## Симптомы и последствия

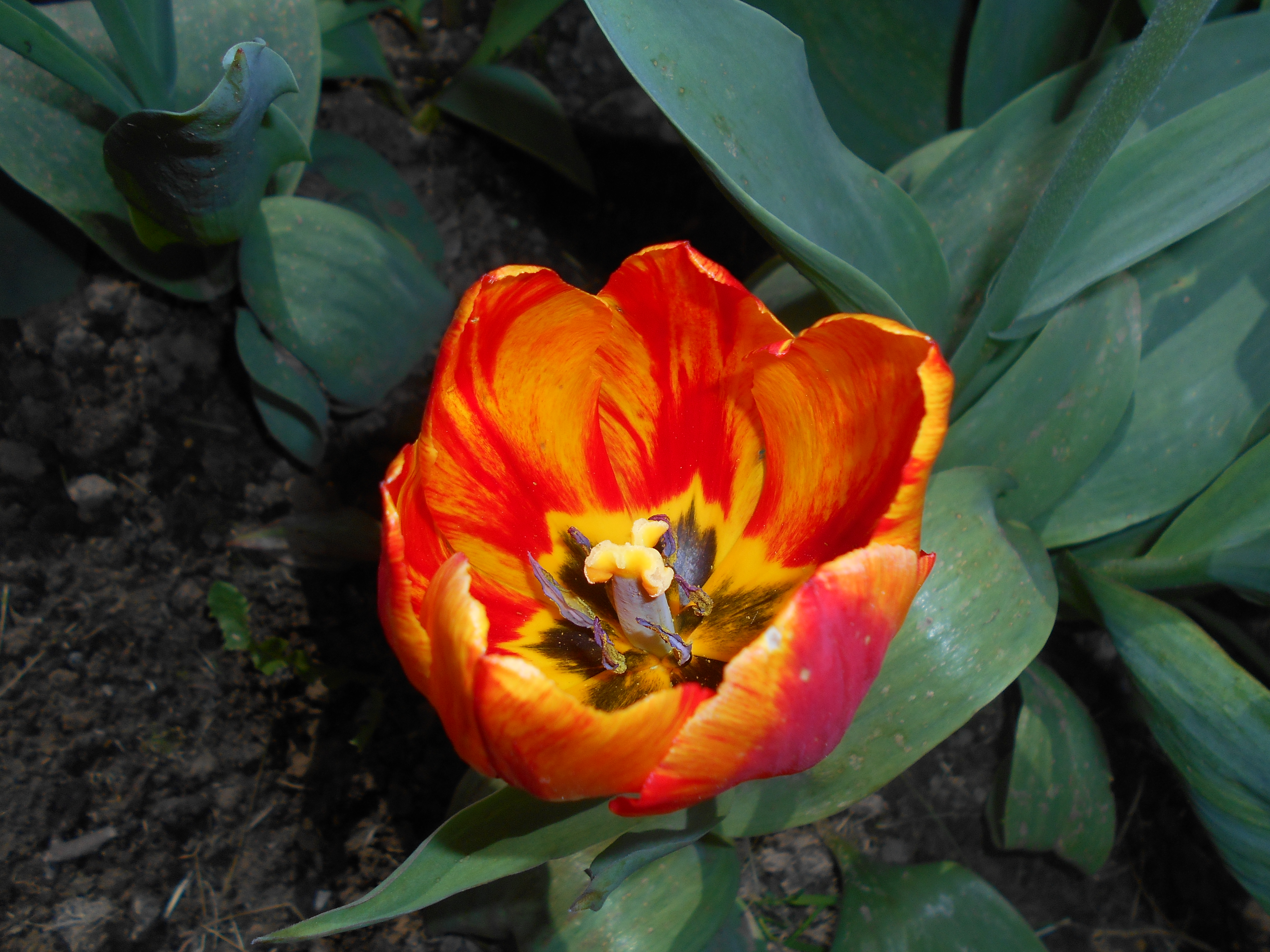
Поражённый вирусом цветок

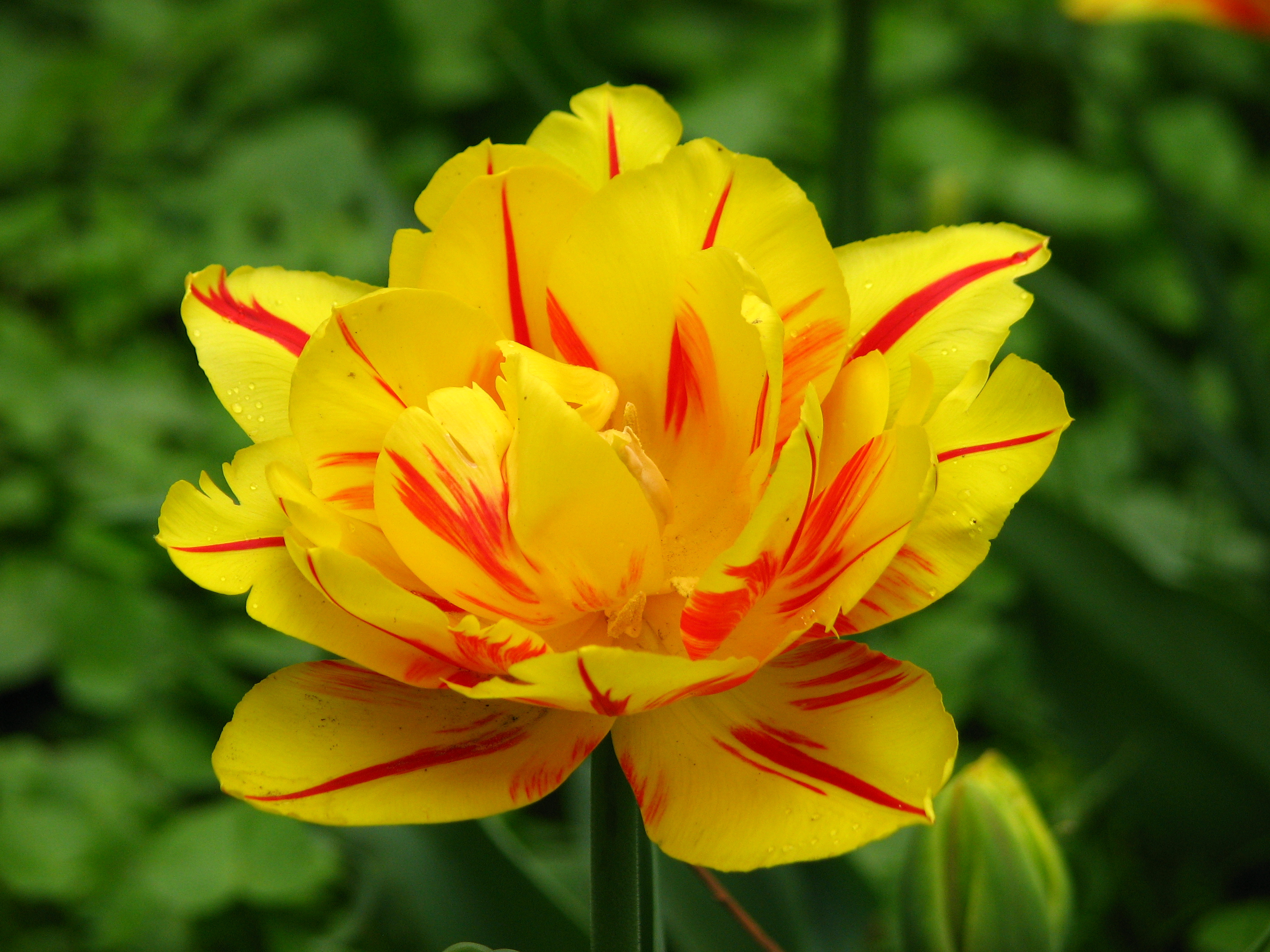
Здоровый тюльпан сорта 'Monsella'

Вирус широко распространён и встречается повсеместно. Как правило, пестролепестность возникает не сразу, а лишь через несколько лет после разведения тюльпанов. Латентный период развития болезни — от года до четырёх лет. У разных сортов заболевание проявляется по-разному. Чаще всего оно выражается в том, что на лепестках появляются полосы, штрихи и пятна разного размера и формы, по окраске отличающиеся от основной окраски цветка и иногда сливающиеся в перистый рисунок. Конкретные вариации цветовой гаммы и интенсивность развития симптомов зависят от сорта и особенностей агротехники. Помимо изменений окраски, признаками пестролепестности могут быть деформации цветка или стебля, укорачивание цветоножек, измельчание цветков и луковиц, возникновение пятен, штрихов и полос бледно-зелёного цвета на листьях и стеблях, сужение нижней части лепестков и образование «просвета» между ними.
Заболевшие растения не погибают, однако мельчают и постепенно теряют декоративные качества. Происходит вырождение сортов: из-за болезни растения теряют особые, присущие конкретному сорту признаки. Несмотря на то, что пестролепестность может придавать тюльпанам своеобразную декоративность, со временем растения ослабевают, отстают в росте и формируют мелкие уродливые цветоносы. Кроме того, рисунок, образованный пятнами, невозможно закрепить: при вегетативном размножении пестролепестность передаётся по наследству, однако у молодых растений узор получается иным.
Иногда бывает трудно отличить больные растения от здоровых с пёстрой окраской, которой обладают многие популярные сорта тюльпанов. Особенно сложно выявить признаки заболевания на исходно пёстрых сортах. Тем не менее внезапное появление штрихов и пятен на цветках, ранее их не имевших, а также общее уменьшение габитуса свидетельствуют о заражении. Сходные симптомы могут быть вызваны и рядом других вирусов (в том числе из родов Tobravirus и Potexvirus), а также быть следствием генетических нарушений.
У лилий пестролепестность вызывают те же вирусы, что и у тюльпанов. Основными переносчиками являются тли; симптомы, так же, как и у тюльпанов, варьируются в зависимости от сорта. В первую очередь это изменение окраски: нехарактерные для данного сорта пятна, пестрины и т .п Кроме того, наблюдаются хлоротичные пятна на листьях, деформация листьев, стеблей и цветков, измельчание растений. Вместе с тем заболевание может протекать бессимптомно, а у сортов с белыми и жёлтыми цветками окраска лепестков не изменяется.

## Меры борьбы

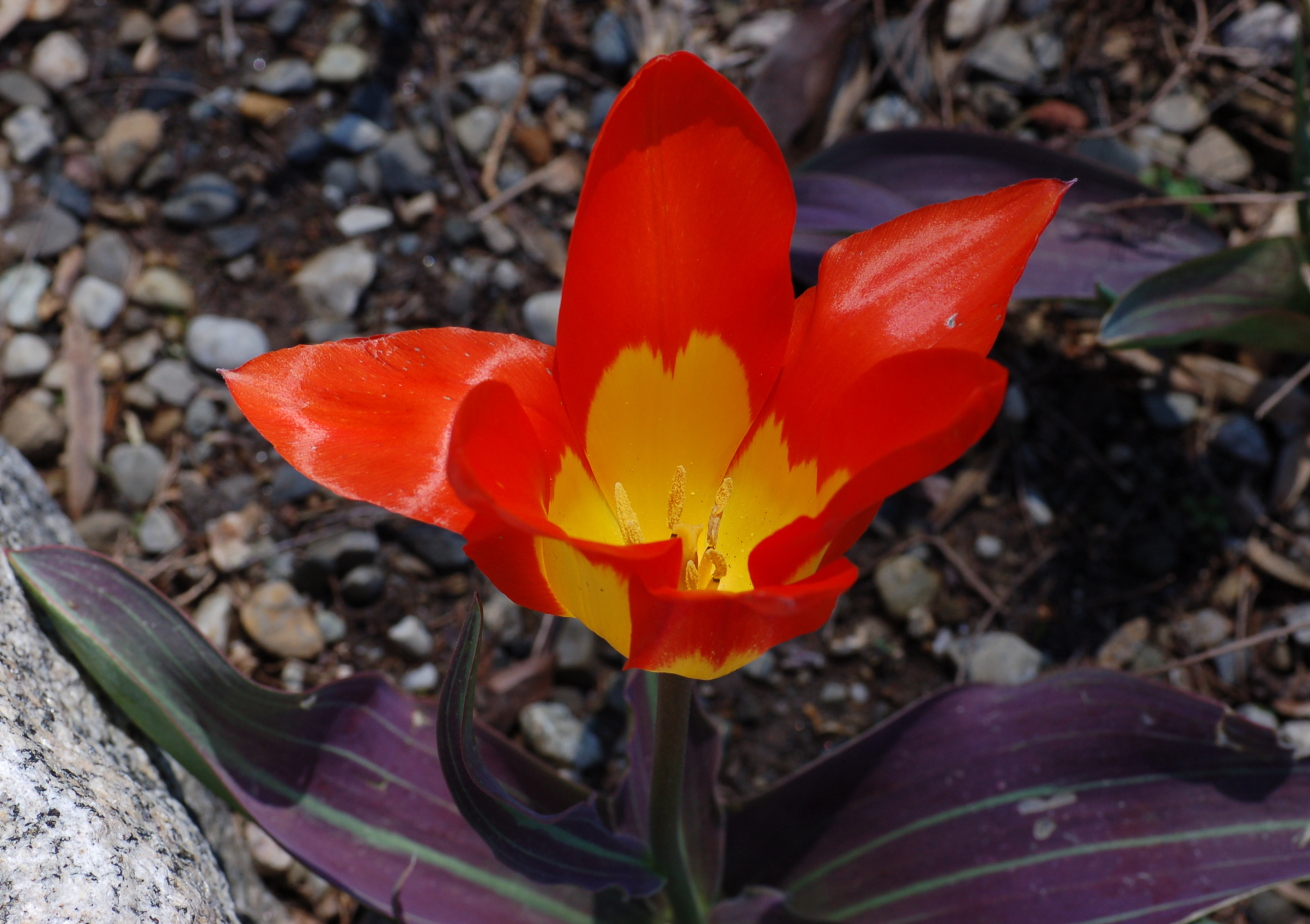
Тюльпан сорта 'Huan' — одного из устойчивых сортов

Поскольку вирусные болезни растений практически неизлечимы, большое значение имеют профилактические меры и правильная агротехника. К ним относится использование сортов, устойчивых к вирусу пестролепестности, и здорового посадочного материала. В числе сортов, невосприимчивых или слабо восприимчивых к вирусу, — 'Cantata', 'Princeps', 'Juan' и 'Mad. Lefeber' (класс тюльпанов Фостера) и 'Ad Rem' (класс Дарвиновых гибридов).
Повышению устойчивости к заболеванию способствует внесение фосфорных и калийных удобрений, тогда как избыток азота, напротив, снижает сопротивляемость. Не рекомендуется выращивать тюльпаны на одном месте дольше, чем около четырёх-пяти лет, а также сажать их после лилий или по соседству с ними. Соответственно, нельзя выращивать и лилии на участке, где ранее росли тюльпаны. Необходимо тщательно дезинфицировать инструменты, используемые для срезки и ухода за растениями, и тару для хранения луковиц. Важной профилактической мерой является борьба с насекомыми — переносчиками болезни и сорняками как резерваторами инфекции.
При обнаружении заболевания необходимо немедленное удаление больных растений в начале вегетации. Поражённые растения уничтожаются вместе с луковицей; рекомендуется сжигать их или закапывать в глубокие ямы, посыпав жжёной известью. Утилизовать их в качестве компоста ни в коем случае нельзя.

## В истории и культуре

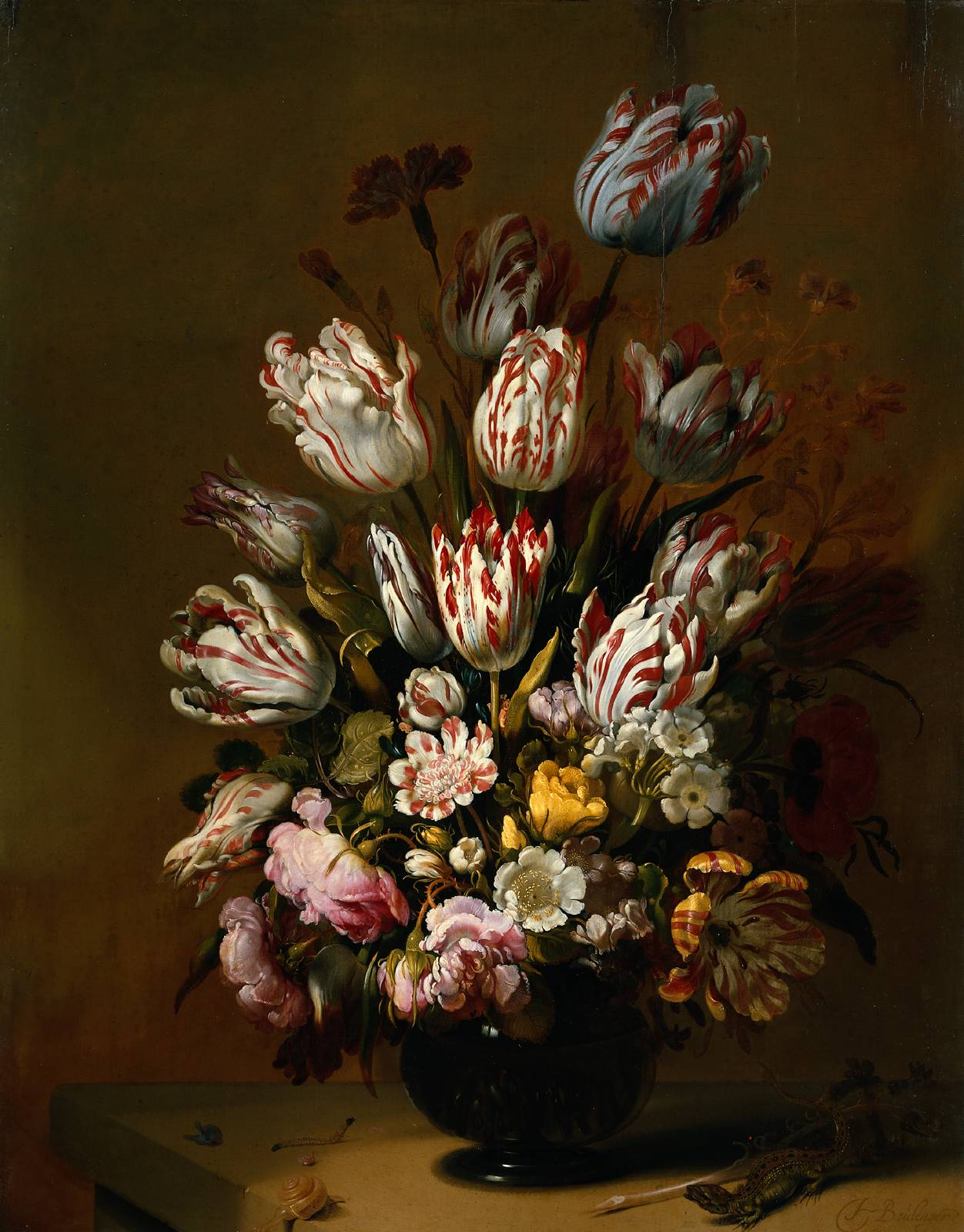
Ханс Боллонгир. Натюрморт с цветами. 1639

Явление пестролепестности тюльпанов описал в 1585 году (по другим источникам — в 1576 году) нидерландский ботаник Карл Клузиус, разводивший тюльпаны и обнаруживший, что однотонные тюльпаны после нескольких лет выращивания становятся пёстрыми. Причины явления в то время не были известны; его объясняли различиями в глубине посадки луковиц, особенностями почвы и климата, чрезмерным или недостаточным количеством внесённых удобрений, и т. п. Отмечая несомненные эстетические качества таких растений, Клузиус заметил и то, что тюльпаны с пёстрой окраской постепенно мельчали и вырождались. По этому поводу он писал: «… всякий тюльпан, изменяющий таким образом свою окраску, впоследствии гибнет, будто хотел лишь порадовать взор своего хозяина великолепием красок и сказать ему последнее „прости“».
Пестролепестные тюльпаны чрезвычайно высоко ценились в период «тюльпаномании» XVII века. Так, луковица сорта 'Semper Augustus' в 1623 году продавалась за 1000 флоринов (при ежегодном среднем доходе в 150 флоринов). В 1625 году луковица стоила уже 2400 флоринов, а в 1633 — 5500. Наконец, в 1637 году цена достигла 10 000 флоринов — за эту сумму можно было приобрести дом и сад в центре Амстердама.
Вместе с тем столь ценимая пёстрая окраска не всегда передавалась дочерним луковицам: выращенные из них цветы могли оказаться обычными. Кроме того, далеко не все могли позволить себе приобрести луковицы пёстрых тюльпанов. Поэтому во времена тюльпаномании большую популярность приобрели картины с изображением этих растений. Цветочные натюрморты с тюльпанами создавали Мария ван Остервейк, Симон Верелст, Амброзиус Босхарт, Ян Брейгель Старший, Ханс Боллонгир и другие нидерландские художники XVII века. Впоследствии пестролепестные тюльпаны даже получили название «тюльпаны Рембрандта», хотя именно Рембрандт редко их писал и термин является, скорее, отсылкой к Золотому веку голландской живописи вообще.
Инфекционный характер пестролепестности и её вирусная природа были установлены лишь в 1928 году в исследованиях Дороти Кейли. В настоящее время продажа заражённых вирусом луковиц во многих странах запрещена, однако селекционеры вывели сорта, имеющие генетически обусловленную пёструю окраску.